# Südafrikanische Badmintonmeisterschaft 1968
Die Südafrikanische Badmintonmeisterschaft 1968 fand in Bulawayo statt. Es war die 18. Austragung der nationalen Titelkämpfe im Badminton in Südafrika.

## Titelträger
| Disziplin    | Sieger                    |
| ------------ | ------------------------- |
| Herreneinzel | Alan Parsons              |
| Dameneinzel  | Heather Nielsen           |
| Herrendoppel | Alan Parsons William Kerr |
| Damendoppel  | Wilma Prade Ann Smith     |
| Mixed        | Alan Parsons Wilma Prade  |